# Crue soudaine
Ne doit pas être confondu avec Inondation soudaine.
Pour un article plus général, voir Crue.

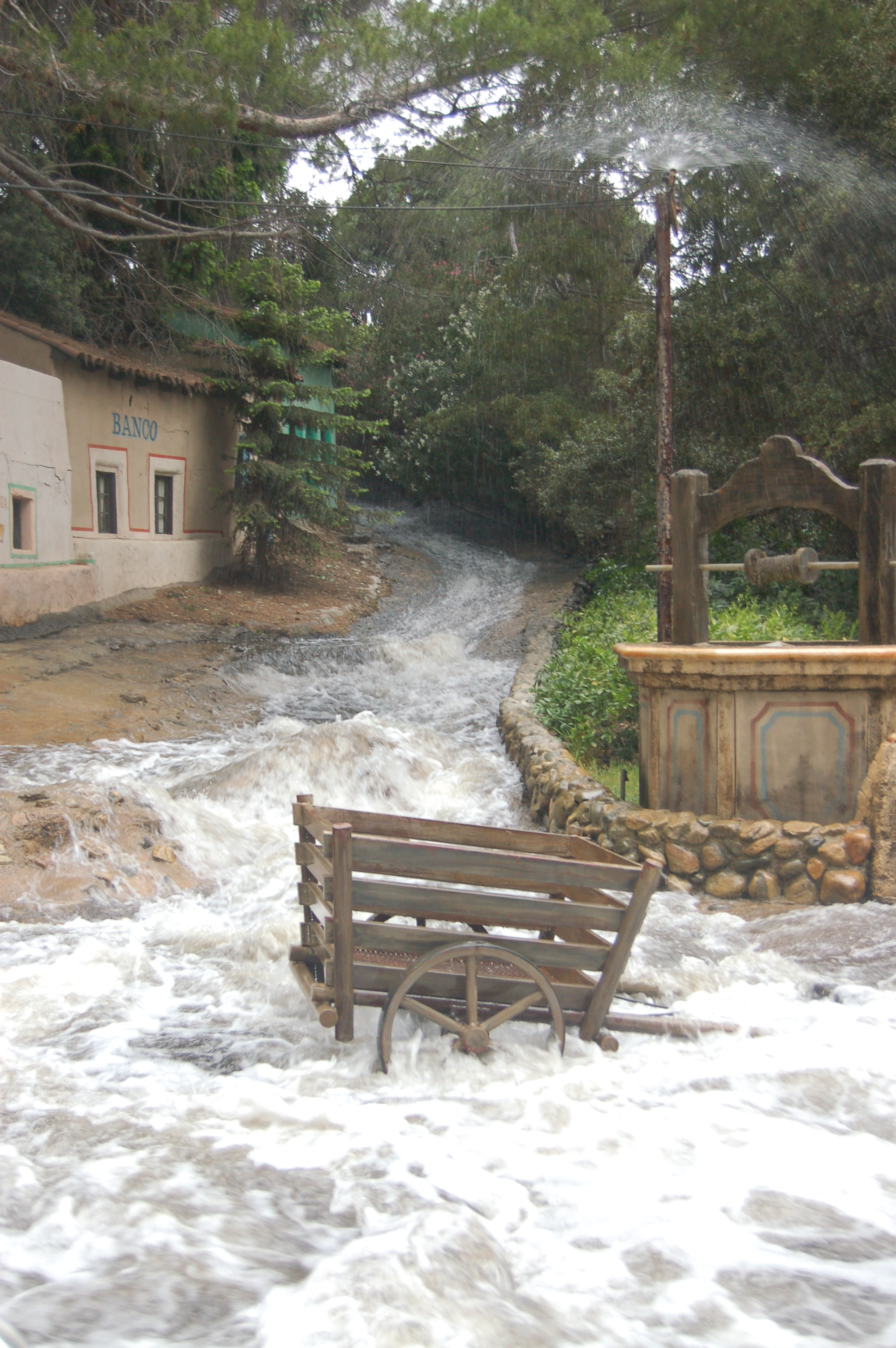
Reconstitution d'une crue soudaine débordant sur un chemin pentu

Une crue soudaine, crue brutale ou crue éclair, est une montée très rapide (de quelques minutes à quelques heures) et surprenante du niveau de l'eau affectant n'importe quelle partie d'un bassin hydrographique. Ces crues sont principalement dues à des pluies violentes et localisées liées à des orages, des tempêtes, des cyclones, ou plus rarement dues à des débâcles glaciaires, en occasionnant alors un débordement brutal et soudain du réseau hydrographique. Ceci provoque souvent des circulations importantes et rapides d'eau et une inondation hors de leurs lieux traditionnels, parfois assez éloignés de ce réseau (exemple : dans une rue, un jardin). Cet effet surprenant, inattendu et brutal est à l'origine de nombreuses victimes.

## Phénomène

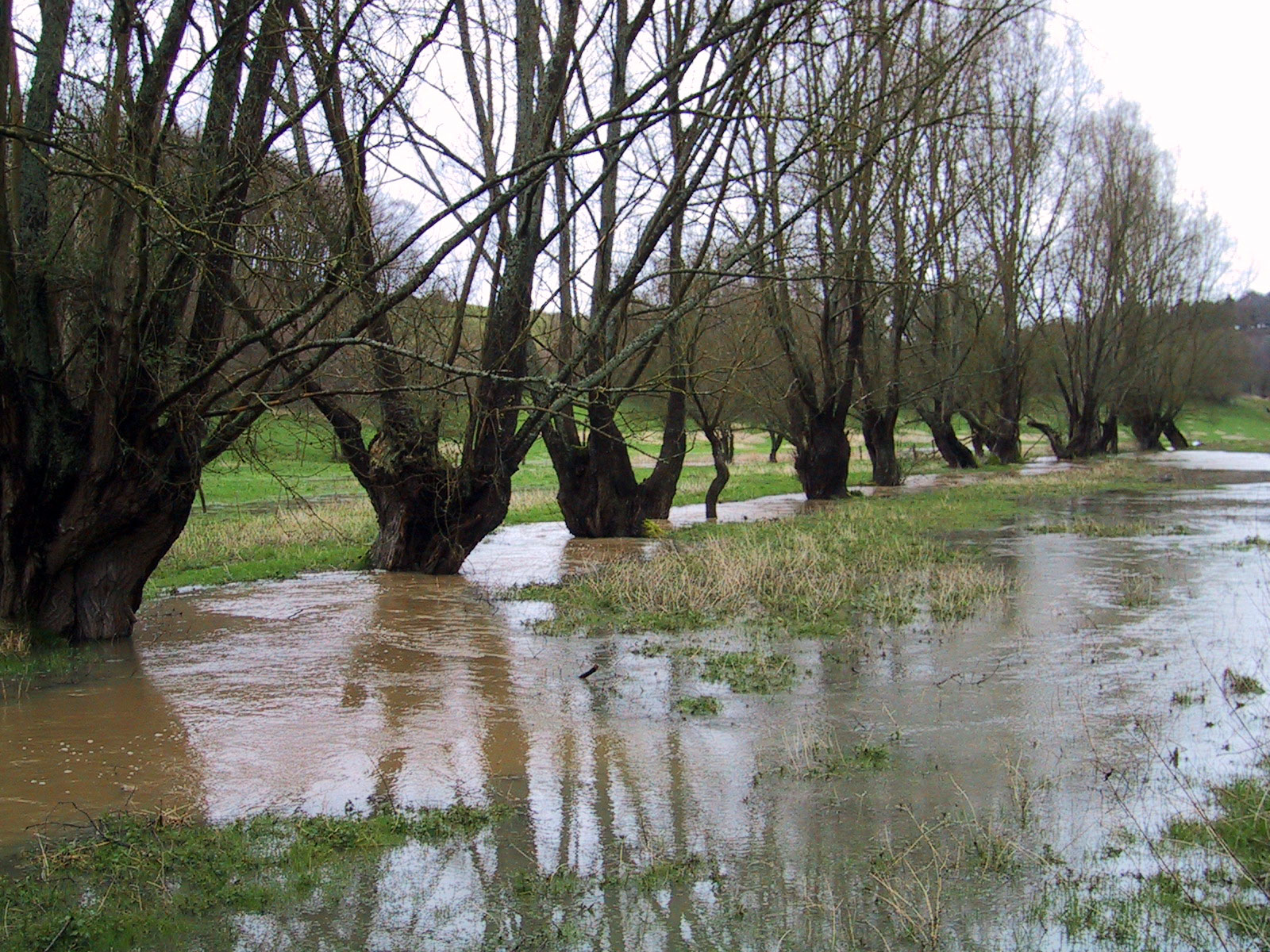
Une crue soudaine de la rivière Oison après un orage.

La crue soudaine survient généralement en aval d'un cours d'eau. Elle se propage ensuite tout en prenant de l'ampleur, surtout si les précipitations sont importantes et continues. Elles sont brèves, fortes et peuvent avoir de graves conséquences sur la vie humaine. Celles-ci sont généralement imprévues, d'où leur nom.

## Causes et développement
La principale cause des crues soudaines est le développement d'une averse, voire plutôt d'un orage qui entraînent tous deux d'abondantes pluies en l'espace d'une faible durée. Le phénomène peut-être aggravé par d'autres événements climatiques et la bétonisation/imperméabilisation des sols. En effet, un sol saturé par une accumulation de précipitations ou une rivière remplie ne feraient qu'augmenter le risque de crue soudaine. La fonte des neiges peut également être un élément de réaction des cours d'eau.

## Conséquences humaines
Les conséquences peuvent être dramatiques pour les êtres vivants. En effet, lors de débordements soudains dans les zones urbanisées, le phénomène de ruissellement urbain est accru. Le courant de l'eau peut emporter des véhicules et divers objets. Les points bas sont rapidement submergés, la boue peut également envahir les habitations. Des dommages parfois très importants sont probables et des victimes peuvent être recensées lors de crues soudaines.